# Ezinne Okparaebo
Ezinne Okparaebo (ur. 3 marca 1988 w Imo w Nigerii) – norweska lekkoatletka pochodzenia nigeryjskiego, sprinterka.
Złota medalistka mistrzostw Europy juniorów (Bieg na 100 metrów, Hengelo 2007). Podczas igrzysk olimpijskich (Pekin 2008) odpadła w ćwierćfinałowym biegu na 100 metrów. Srebrna medalistka halowych mistrzostw Europy z Turynu na dystansie 60 m (2009). W 2011 ponownie startowała na halowych mistrzostwach Starego Kontynentu, tym razem zdobywając brąz na najkrótszym dystansie sprinterskim. W 2012 wystąpiła na igrzyskach olimpijskich w Londynie, na których dotarła do półfinału biegu na 100 metrów i odpadła w eliminacjach na dwa razy dłuższym dystansie. W 2013 była półfinalistką biegu na 100 metrów podczas mistrzostw świata w Moskwie. Wielokrotna mistrzyni i rekordzistka Norwegii.

## Rekordy życiowe
- Bieg na 100 metrów – 11,10 (2012) rekord Norwegii / 11,12w (2011 i 2014)
- Bieg na 150 metrów – 17,31 (2010) rekord Norwegii
- Bieg na 200 metrów – 23,30 (2012) rekord Norwegii
- Bieg na 60 metrów (hala) – 7,10 (2015) rekord Norwegii
- Bieg na 100 metrów (hala) – 11,42 (2009) rekord Norwegii

## Najlepsze rezultaty według sezonów

### Bieg na 100 metrów
| Rok  | Rezultat | Miejsce   | Data       |
| ---- | -------- | --------- | ---------- |
| 2012 | 11,10    | Londyn    | 04/08/2012 |
| 2011 | 11,21    | Daegu     | 28/08/2011 |
| 2010 | 11,23    | Barcelona | 29/07/2010 |
| 2009 | 11,29    | Oslo      | 03/07/2009 |
| 2008 | 11,32    | Pekin     | 16/08/2008 |
| 2007 | 11,45    | Hengelo   | 20/07/2007 |
| 2006 | 11,65    | Pekin     | 15/08/2006 |
| 2005 | 11,71    | Bergen    | 19/08/2005 |

### Bieg na 60 metrów(hala)
| Rok  | Rezultat | Miejsce    | Data       |
| ---- | -------- | ---------- | ---------- |
| 2015 | 7,10     | Praga      | 08/03/2015 |
| 2014 | 7,18     | Karlsruhe  | 01/02/2014 |
| 2013 | 7,13     | Göteborg   | 02/03/2013 |
| 2012 | 7,17     | Birmingham | 18/02/2012 |
| 2011 | 7,17     | Karlsruhe  | 13/02/2011 |
| 2009 | 7,21     | Turyn      | 08/03/2009 |
| 2008 | 7,34     | Walencja   | 07/03/2008 |
| 2007 | 7,33     | Birmingham | 03/03/2007 |
| 2006 | 7,49     | Bergen     | 04/02/2006 |
| 2005 | 7,89     | Drammen    | 22/01/2005 |